# Ugo Cerletti
Ugo Cerletti (26 de septiembre de 1877 - 25 de julio de 1963) fue un neurólogo italiano que descubrió el método de terapia electroconvulsiva en psiquiatría. La terapia electroconvulsiva es una terapia que se utiliza en un ataque provocado por un corto período de tiempo mediante el uso de corrientes eléctricas. Esta terapia se utiliza para el tratamiento de los trastornos mentales mediante la alteración de los procesos químicos que ocurren en el cerebro.

## Vida
Nació en Conegliano, en la región del Véneto, Italia, el 26 de septiembre de 1877 y estudió Medicina en Roma y Turín, especializándose más tarde en Neurología y Neuropsiquiatría. En sus primeros estudios científicos se centra principalmente en temas comunes en los campos de la histología e histopatología demostrando cómo el tejido nervioso reacciona a diferentes estímulos patógenos.
Después de sus estudios, fue nombrado director del Instituto neurobiológicos, en el Instituto Mental de Milán, Neuropsiquiatría en Bari y Presidente del Departamento de Mental de la Universidad de Roma, donde desarrolló la terapia electroconvulsiva para el tratamiento de varios tipos de trastorno mental. Cerletti falleció en Roma el 25 de julio de 1963.